# Bolinder-Munktell BM 35/36

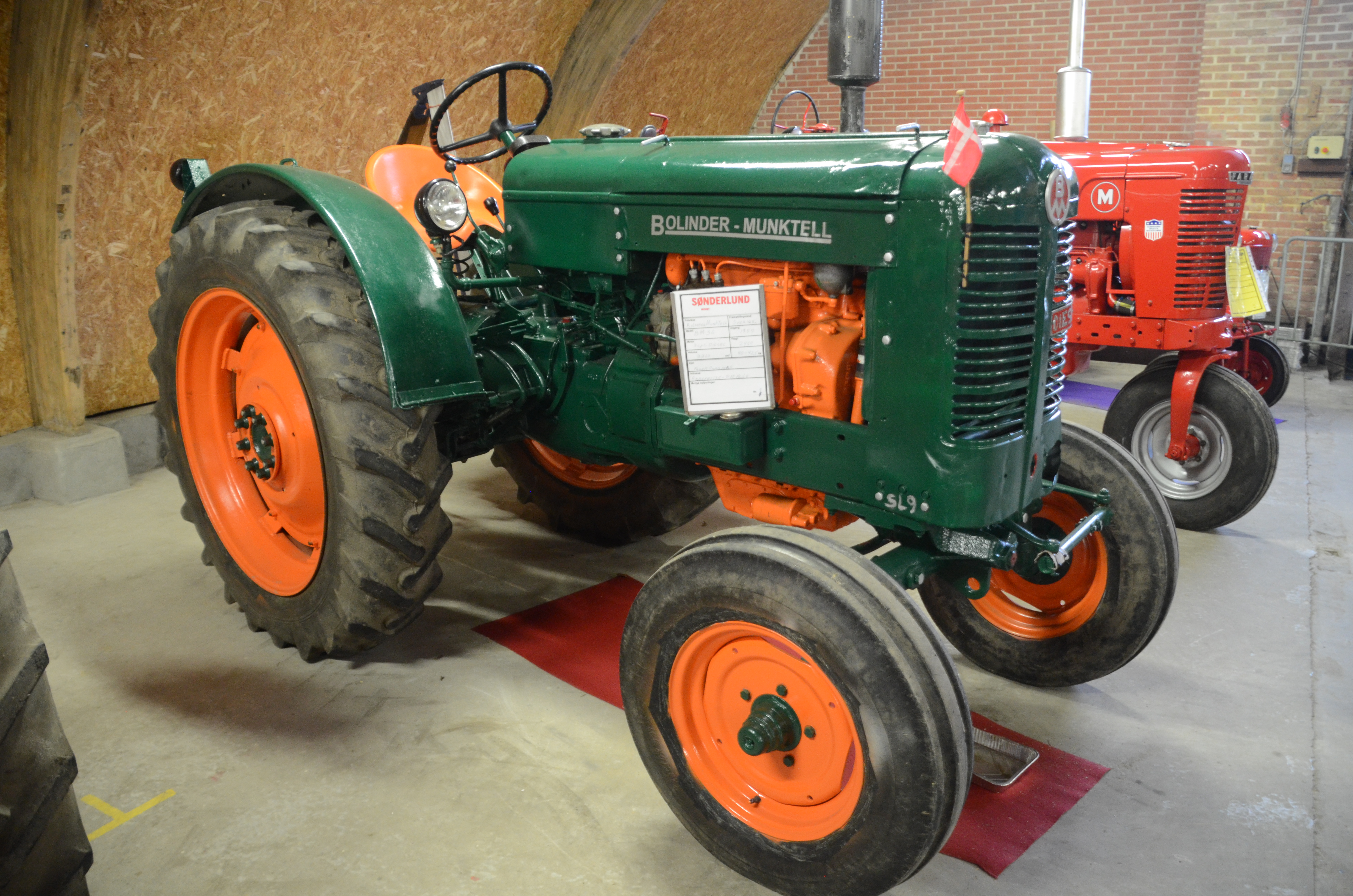
Bolinder-Munktell BM 36 1957

Bolinder-Munktell BM 35 och 36 var en tvåhjulsdriven traktor med trecylindrig dieselmotor på 43 hk, som tillverkades mellan 1952 och 1959 av AB Bolinder-Munktell. Med denna modell tog BM:s tändkuleepok slut som varat från 1913 på traktorsidan, och dieselmotorn gjorde sitt intåg. Motorn baserades på Volvos sex-cylindriga VDA modell och bakänden togs från Volvos T-30 serie. Modellerna 35 och 36 var i princip identiska, modell 36 hade bakdäck i dimension 11-38" samt ställbar framaxel för justering av spårvidd, medan 35:ans hade fast framaxel och bakhjul med dimension 13-30". Modellerna såldes även som Volvo T 35 och T 36, och var då rödmålade.
Tidiga årsmodeller (1952 till 1954) hade insprutningspump från Injector, senare modeller hade pumpar från Bosch.
Tidiga årsmodeller hade orange färg på motor och fälgar, senare blev röda på gröna BM traktorer.
Motorn är en Bolinders diesel 1053 med 105mm cylinderdiameter och 3 cylindrar.
1959 ersattes modellen av BM Boxer 350.

## Tekniska data[1][2]
- Tillverkningsår: 1952-1959
- Motor: Bolinders 1053, 3-cylindrig 4-takts dieselmotor
  - Cylindervolym 3,4 l
  - Cylinderdiameter: 104,77 mm
  - Slaglängd: 130 mm
  - Kompressionsförhållande: 16,5
  - Varvtal: (Tomgång) 450-500 r/min  - (Rusningsvarvtal) 1950 r/min
  - Motoreffekt: 42,5 hp, 1 800 r/min
  - Vridmoment: 21 kpm (ca. 206Nm) vid 1100 r/min
- Transmission/hastighet: 5 fram, maxfart 26,6 km/h. 1 back, maxfart 4 km/h
- Bränsletank: 65 l
- Kylsystem: 15 l
- Vikt: 2 460 kg
- Längd: 3100 mm (35), 3150 mm (36)
- Höjd vid kylarlock: 1560 mm
- Bredd (minsta spårvidd): 1800 mm (35), 1700 mm (36)
- Oljerymd motor: 8 l (motorer med tillv.nr. t.o.m 11500-3589. Senare 9,5 l)
- Oljerymd transmission:  Växellåda 16 l (+ slutväxlar 2,75 l/sida)